# Vasas HC
Der Vasas Hockey Club (auch Vasas Jégkorong, ehemals Budapest Stars,  NZ Stars) ist eine ungarische Eishockeymannschaft aus Budapest, die 2001 als Budapest Stars gegründet wurde und an der ungarischen Meisterschaft teilnahm. Seit 2010 gehört die Mannschaft zum Sportverein Vasas Budapest.

## Geschichte

Logo der Budapest Stars

Die Budapest Stars, die im Jahr 2001 gegründet wurden, wurden vor der Saison 2008/09 sowohl in die Ungarische Eishockeyliga, als auch die neu gegründete MOL Liga aufgenommen. Dazu gingen sie eine Kooperation mit dem slowakischen Zweitligisten HK Nové Zámky ein und traten damals als NZ Stars an.
Gleich in ihrer ersten Saison wurden die Budapest Stars Ungarischer Vize-Meister. In der parallel dazu verlaufenden MOL Liga erreichten sie aufgrund eines vierten Platzes in der regulären Saison das Playoff-Halbfinale, wo sie dem späteren Meister, dem rumänischen Eishockeyclub HC Miercurea Ciuc, unterlagen. Ein Jahr später konnte das Hauptstadtteam die MOL Liga sogar gewinnen. Zwar belegte die Mannschaft nach der Hauptrunde nur Platz vier, aber Play-off-Siege über Hauptrundensieger Dunaújvárosi Acélbikák und Újpest Budapest führten zum größten Erfolg der Klubgeschichte. Ab 2009 kooperierte der Klub zudem mit Vasas Budapest und trat daher als Vasas Budapest Stars an. Aufgrund finanzieller Probleme übernahm in der Saison 2010/11 Vasas Budapest die Kontrolle über die Stars und trat als Hockey Club Vasas Budapest mit Schwerpunkt auf der Ausbildung junger Spieler an. In den 2010er Jahren unterhielt der Club auch eine Frauenmannschaft, die an der ungarischen Frauen-Meisterschaft und dem European Women Champions Cup teilnahm. 2012 und 2013 gewann das Frauenteam jeweils die ungarische Meisterschaft.
In der Saison 2018/19 kehrte der Club in die nunmehr Erste Liga genannte Spielklasse zurück. 2021 wechselte die komplette Männermannschaft inklusive Spielrecht der Erste Liga zum Győri ETO HC.

## Erfolge
- Ungarischer Vize-Meister 2009
- Gewinn der MOL Liga 2010
- Ungarischer Frauen-Meister 2012, 2013

## Stadion
Die Heimspiele der Budapest Stars wurden in der Arena Budapesti Koriközpont in Budapest ausgetragen.